# Зайнул Абедин Али-хан
Зейн-уд-Дин Али-хан, также известен как Али-Джах (бенг. জাইন উদ্দিন আলী খান; ? — 6 августа 1821) — 13-й наваб Бенгалии, Бихара и Ориссы (28 апреля 1810 — 6 августа 1821). Он унаследовал титул наваба Бенгалии после смерти 28 апреля 1810 года своего отца, Бабара Али-хана (? — 1810), 12-го наваба Бенгалии (1793—1810). После его смерти ему наследовал его сводный брат Ахмад Али-хан (? — 1824).

## Ранние годы
Зейн-уд-Дин был старшим сыном Бабара Али-хана (? — 1810), 12-го наваба Бенгалии, Бихара и Ориссы, от его первой жены Баббу Бегум. Его коронация состоялась 5 июня 1810 года.

### Смерть и преемственность
Наваб Бенгалии Зайнул Али-хан скончался 6 августа 1821 года, оставив только трех дочерей, но ни одного сына. Ему наследовал его сводный брат Ахмад Али-хан.

## Брак

### Главные жены
- Баху Бегум (? — 24 октября 1849), похоронена на кладбище Джафаргандж
- Амир-ун-Ниса Дульхан Бегум Сахиба (? — 21 января 1858), дочь Саида Акбара Али-хана Бахадура и Лютф-ун-нисы Бегум Сахибы.

### Временные жены
- Азим-ун-ниса Ханум
- Ферза Ханум
- Биби Лютф-ун-ниса (? — до 1835)
- Биби Рахат-ун-ниса (? — 1835)
- Биби Турбат-ун-Ниса
- Биби Зинат-ун-Ниса
- Биби Азим-ун-ниса (Азимун).

## Дети
- Наваб Хуршид Махал Умдат-ун-Ниса Бегум Сахиба (1810—1853), дочь Азим-ун-Нисы Ханум. 22 февраля 1826 года она вышла замуж за наваба Бенгалии Хумаюна Джаха (1810—1838), своего двоюродного брата и единственного сына своего дяди, Ахмада Али-хана и Наджиб-ун-Нисы Бегум Сахибы
- Сахибзади Хусаини Бегум, дочь Биби Лютф-ун-Нисы
- Сахибзади Вазир-ун-Ниса Бегум, дочь Биби Зинат-ун-Нисы.